# Elisabeth von Hessen (1502–1557)
Elisabeth von Hessen (* 4. März 1502 in Marburg; † 6. Dezember 1557 in Schmalkalden) war eine hessische Prinzessin und durch Heirat Erbprinzessin von Sachsen. Nach dem Tode ihres Gemahls, des Erbprinzen Johann von Sachsen, verwaltete sie ihr Wittum, die sächsischen Ämter Rochlitz und Kriebstein sowie weitere Besitzungen, selbstständig, weshalb sie auch Elisabeth von Rochlitz genannt wird.

## Kindheit und Jugend
Ihre Kindheit war geprägt von den Auseinandersetzungen ihrer Mutter Anna von Mecklenburg mit den hessischen Landständen, die nach dem Tode ihres Vaters Wilhelm II. im Jahr 1509 unter Missachtung seiner testamentarischen Anweisungen einen fünfköpfigen Rat unter Vorsitz des Landhofmeisters Ludwig von Boyneburg zu Lengsfeld bestimmten. Dieser Rat übernahm die Regierung für den noch minderjährigen Landgrafen, Elisabeths Bruder Philipp I., und nahm Anna und ihre Kinder unter Vormundschaft.
Elisabeth lebte seit dieser Zeit bei ihrer Mutter, die auf ihr Wittum in Gießen verwiesen wurde, während ihr Bruder in Kassel unter Aufsicht von Ludwig von Boyneburg verblieb.
Elisabeth und ihre Mutter waren finanziell vom Rat abhängig und wurden nicht üppig bedacht. Dies wird unter anderem an einem Vorfall im Jahr 1512 deutlich. In diesem Jahr heiratete Annas Schwester Katharina den Herzog Heinrich von Sachsen. Zu diesem Anlass wollte Anna wohl ihre Tochter Elisabeth am sächsischen Hof einführen, da diese schon sehr früh dem ältesten Sohn Georgs des Bärtigen, Erbprinz Johann, versprochen worden war. Der dafür beim Rat angeforderte Damast kam aber nicht. Elisabeths Mutter nahm daher ihre Tochter wegen „ärmlicher Kleidung“ nicht mit nach Dresden. Elisabeth wuchs daher wohl sehr bodenständig und in Kontakt zu gewöhnlichen Bürgerlichen auf.
Erst 1514 gelang es ihrer Mutter, die Ratsvormundschaft über sich und ihre Kinder zu lösen. Elisabeth, ihr Bruder und ihre Mutter lebten seit dieser Zeit wieder zusammen in Kassel. Anna erhielt die Vormundschaft für ihre Kinder zurück, blieb aber bei der Regierung des Landes von einem Beirat abhängig.

## Am Hof in Dresden

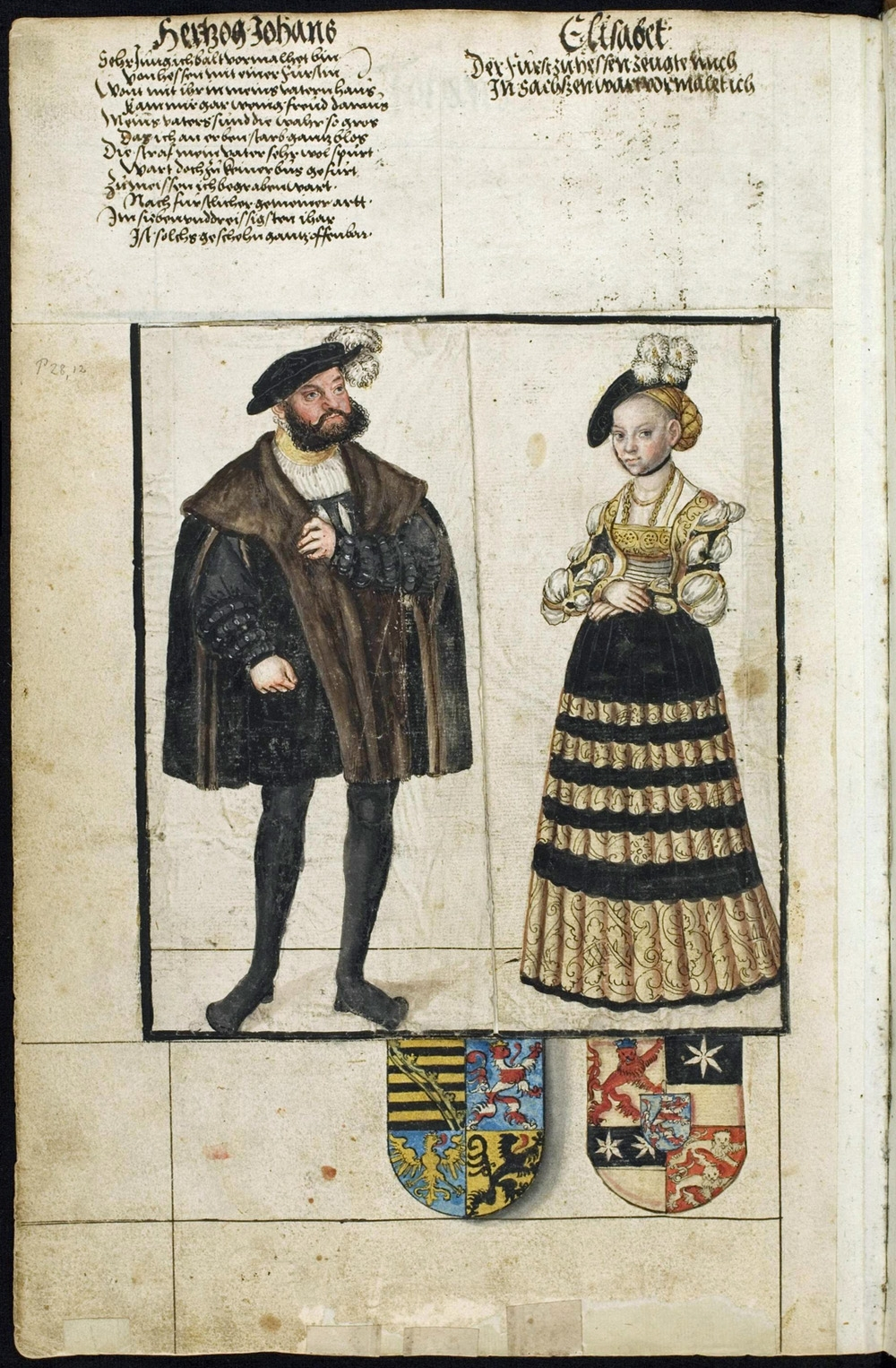
Johann und Elisabeth
im Sächsischen Stammbuch von 1546

Am 8. März 1515 fand die Verlobung zwischen Elisabeth und Johann statt, nachdem der Papst seine Dispens erteilte (beide waren im vierten Grad verwandt). Elisabeth lebte aber weiterhin bei ihrer Mutter in Kassel. Am 27. August 1515 wurde in Marburg die Ehe geschlossen – ein kirchlicher Akt, dem ein Urkundenaustausch, die „freuntlich eynug“ folgte. Das Beilager, der Vollzug der Ehe, fand am 20. Mai 1516 in Marburg statt. Erst ab Januar 1519 hielt sich Elisabeth dauerhaft am Hof in Dresden auf.
In Dresden hatte sie, wie schon ihre Mutter, ständig für ihre Selbständigkeit gegen Herzog Georg den Bärtigen und die Hofbeamten zu kämpfen. Auch der ständig kränkliche Johann konnte sich bei seinem übermächtigen Vater nicht durchsetzen. Das Paar blieb kinderlos, und der Druck am Hof führte bei Elisabeth zu chronischer Schlaflosigkeit. Sie bewies aber schon in dieser Zeit ihr ausgleichendes Wesen und ihr diplomatisches Geschick. So sorgte sie für den Familienfrieden zwischen ihrem Bruder und ihrer Mutter, als ihre Mutter das zweite Mal heiraten wollte und Philipp I. dagegen war. Elisabeth vermittelte zwischen den beiden auch, als es zu Spannungen wegen der Reformation in Hessen kam, weil ihre Mutter am katholischen Glauben festhielt. Mit großer Fürsorge umgab die kinderlose Elisabeth den Neffen Herzog Georgs, Moritz von Sachsen.

## Rochlitz und Schmalkalden

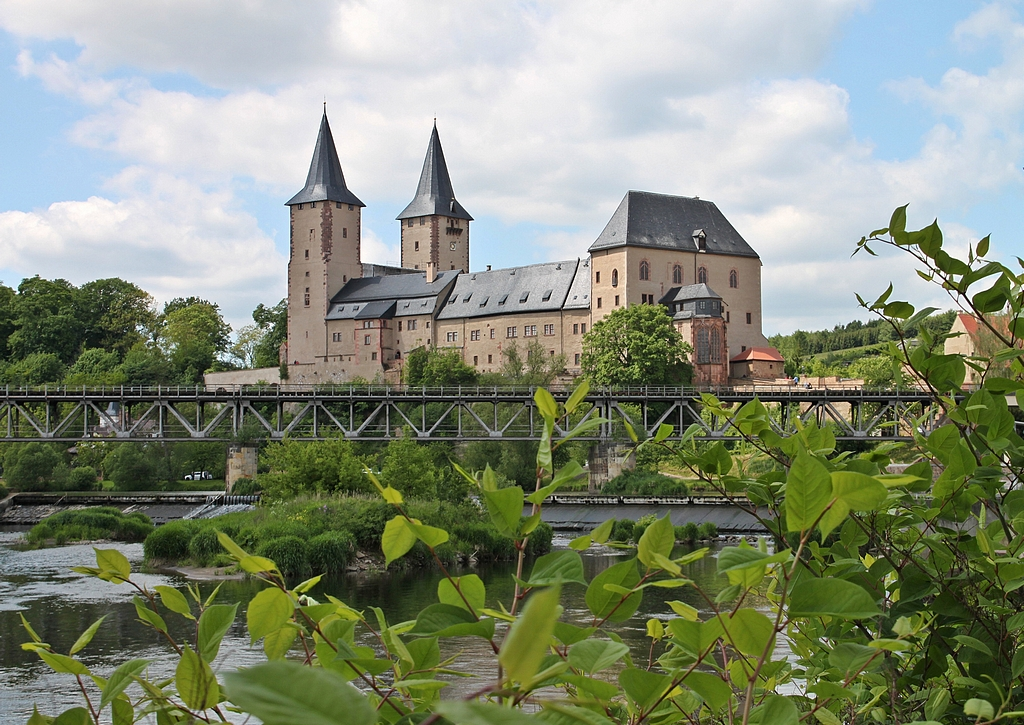
Schloss Rochlitz,
1537–1547 Lebensmittelpunkt von Elisabeth von Hessen

Nachdem Johann am 11. Januar 1537 gestorben war, zog Elisabeth als 35-jährige Witwe nach Rochlitz, das sie bei ihrer Heirat als Wittum zugesprochen bekommen hatte. Der sächsische Hof wollte ihr aber keinen eigenen Haushalt überlassen, womit sie in der gleichen Situation gewesen wäre wie ihre Mutter in Gießen. Dies konnte sie aber mit Hilfe ihres Bruders verhindern. Sie erhielt das Amt Rochlitz (mit der Stadt und dem Schloss Rochlitz, Mittweida und Geithain) und das Amt Kriebstein (mit Waldheim und Hartha). Daher wird sie in der Literatur häufig mit dem Beinamen „von Rochlitz“ erwähnt.
In ihrem Gebiet gestattete Elisabeth ab 1537 die lutherische Lehre, als ihr Schwiegervater im übrigen Sachsen noch streng am Katholizismus festhielt. Ihr Bruder schickte ihr noch im gleichen Jahr den evangelischen Prediger Johann Schütz. Philipp unterstützte auch die Aufnahme Elisabeths in den Schmalkaldischen Bund, das Verteidigungsbündnis protestantischer Fürsten. Als einzige Frau in diesem Bündnis zählt sie André Thieme zu den „wirkmächtigsten Frauen des Reformationszeitalters“. 1537 übernahm Anton Musa die Stelle des Pfarrers und Superintendenten in der gesamten Herrschaft Rochlitz. In dieser Zeit war Elisabeth auch Ratgeberin von Herzog Moritz von Sachsen, als dieser die Nachfolge seines Vaters übernahm. Elisabeth erzog in Rochlitz die Tochter ihres Bruders, Barbara, spätere Herzogin von Württemberg-Mömpelgard.
Im Schmalkaldischen Krieg (1546–1547) kämpfte Moritz von Sachsen, den sie als Kind betreut hatte, auf der Seite Kaiser Karls V. gegen den Schmalkaldischen Bund. Elisabeth versorgte von Rochlitz aus insbesondere den Schmalkaldischen Bund mit Informationen. Aufgrund ihres ausgezeichneten Informationsnetzes waren diese wesentlich für den Kriegsverlauf. Sie schrieb die Briefe teilweise in einer selbst entwickelten Geheimschrift.
Nach der Niederlage des Schmalkaldischen Bundes warf Moritz von Sachsen ihr aufgrund der Briefe Hochverrat vor; sie musste ihren Alterssitz in Rochlitz verlassen. Ihr Bruder wies ihr den hessischen Teil von Schmalkalden als Witwensitz zu. Hier lebte sie ab 1547 im Hessischen Hof. Ihr Bruder geriet in kaiserliche Gefangenschaft, und seine Frau, Christine von Sachsen, unternahm Schritte, ihn wieder frei zu bekommen. In dieser Zeit hielt Elisabeth sich oft in Kassel auf, um sich um die Erziehung von Philipps Kindern zu kümmern. 1556 erkrankte Elisabeth schwer, woraufhin ihr Bruder in Schmalkalden die erste Apotheke in der Stadt einrichten ließ. Sie starb am 6. Dezember 1557 in Schmalkalden und wurde in der Marburger Elisabethkirche beigesetzt. Es war eine der letzten landgräflichen Beisetzungen in der Elisabethkirche.

## Film
- Elisabeth von Rochlitz – Agentin der Reformation. Film von Gabriele Rose. Deutschland 2017 (= MDR-Reihe Geschichte Mitteldeutschlands. Sommer 2017, Folge 4), 44:11 Min., Informationen zu Elisabeth und zum Film (Memento vom 17. August 2017 im Internet Archive) sowie die Kurzfassung (Memento vom 28. August 2017 im Internet Archive). In: mdr.de, abgerufen am 27. August 2017